# Charles Dow
Charles Henry Dow (6 novembre 1851 - 4 décembre 1902) est un journaliste américain qui co-fonda la Dow Jones and Company en 1882 et le Wall Street Journal en 1889, aujourd'hui l'une des publications financières les plus respectées au monde, avec Edward Jones et Charles Bergstresser.
Il est également l'inventeur de l'indice Dow Jones Industrial Average dans le cadre de ses recherches sur les mouvements du marché et a développé une série de principes pour comprendre et analyser le comportement du marché qui sont devenus plus tard connus sous le nom de théorie de Dowet qui le font considérer comme le père de l'analyse technique.

## Jeunesse et formation
Originaire de Sterling dans le Connecticut, Charles Dow a six ans lorsque son père agriculteur décède. La famille vit dans les collines de l'est du Connecticut, non loin de Rhode Island. Dow ne reçoit pas beaucoup d'éducation ou de formation, mais réussit à trouver un emploi à l'âge de 21 ans au journal Springfield Daily Republican dans le Massachusetts. Il y travaille de 1872 à 1875 comme journaliste municipal pour Samuel Bowles (en), qui apprend à ses reporters à écrire des articles concis et détaillés. Dow part ensuite pour Rhode Island et rejoint le Providence Star, où il travaille pendant deux ans comme rédacteur de nuit. Il travaille également pour le Providence Evening Press. En 1877, il rejoint l'équipe du célèbre Providence Journal. Le rédacteur en chef George W. Danielson ne veut cependant pas embaucher le jeune homme de 26 ans, mais Dow n'accepte pas ce refus. Après avoir appris qu'il avait travaillé pour Bowles pendant trois ans, Danielson reconsidère sa décision et lui confie un travail de rédaction d'articles d'affaires.
Dow se spécialise dans les articles sur l'histoire régionale, dont certains sont publiés plus tard sous forme de brochures. Il fait revivre l'histoire dans ses écrits en expliquant le développement de diverses industries et leurs perspectives d'avenir. En 1877, il publie une Histoire de la navigation à vapeur entre New York et Providence. Trois ans plus tard, il publie Newport: The City by the Sea, un récit de la colonisation, de l'essor, du déclin et de la renaissance de Newport en tant que lieu de vacances d'été et emplacement d'une académie navale, d'une station de formation et d'une école militaire. Dow rend compte des investissements immobiliers de Newport, notant l'argent gagné et perdu au cours de l'histoire de la ville. Il écrit également des histoires sur l'éducation publique et le système pénitentiaire de l'État. Danielson est tellement impressionné par les recherches minutieuses de Dow qu'il lui demande d'accompagner un groupe de banquiers et de journalistes à Leadville dans le Colorado pour faire un reportage sur l'exploitation du minerai d'argent, les banquiers voulant de la publicité pour attirer des investisseurs dans les mines.
En 1879, Dow et plusieurs magnats, géologues, législateurs et investisseurs entreprennent un voyage en train de quatre jours pour atteindre le Colorado. Il apprend beaucoup de choses sur le monde des affaires au cours de ce voyage, tandis que les hommes fument des cigares, jouent aux cartes et échangent des histoires. Il interroge de nombreux financiers très prospères et comprend de quel type d'informations les investisseurs de Wall Street ont besoin pour gagner de l'argent. Les hommes d'affaires semblent apprécier Dow et lui font confiance, sachant qu'il les citera avec exactitude et gardera leur confidentialité. Dow écrit neuf « Lettres de Leadville » basées sur ses expériences là-bas. Il décrit les montagnes Rocheuses, les sociétés minières, les jeux de hasard, les saloons, et les salles de danse de la ville en plein essor. Il écrit également sur le capitalisme brut et sur les informations qui stimulent les investissements, transformant les gens en millionnaires en un instant. Il décrit la disparition des propriétaires de mines individuels et des financiers qui souscrivent des actions dans de grands consortiums miniers. Dans sa dernière lettre, il prévient : « Les titres miniers ne sont pas destinés aux veuves et aux orphelins, aux ecclésiastiques de campagne ou aux personnes peu sociables. Mais pour un homme d'affaires, qui doit prendre des risques pour gagner de l'argent, qui n'achètera rien sans une recherche minutieuse et approfondie, et qui ne risquera pas plus qu'il ne peut perdre, il n'existe aucun autre investissement sur le marché actuel aussi tentant que les actions minières ».

## Travail à Wall Street
En 1880, Dow quitte Providence pour New York, réalisant que c'est le lieu idéal pour les articles commerciaux et financiers. À 29 ans, il trouve un emploi au Kiernan Wall Street Financial News Bureau, qui livre par messager des informations financières manuscrites aux banques et aux courtiers. Lorsque John J. Kiernan (en) lui demande de trouver un autre journaliste pour le Bureau, Dow invite Edward Davis Jones à travailler avec lui. Jones et Dow s'étaient rencontrés alors qu'ils travaillaient ensemble au Providence Evening Press. Jones, qui a abandonné ses études à l'université Brown, peut analyser habilement et rapidement un rapport financier. Comme Dow, il s'engage à rendre compte de Wall Street sans parti pris. D'autres journalistes peuvent être soudoyés pour faire des articles favorables sur une entreprise afin de faire monter le cours des actions. Dow et Jones refusent ce genre de manipulation.
Les deux jeunes hommes pensent que Wall Street a besoin d'une autre agence d'information financière. En novembre 1882, ils créent leur propre agence, la Dow Jones and Company, dont le siège social est situé au sous-sol d'un magasin de bonbons. Charles Bergstresser est le principal financier de la jeune entreprise, mais il choisit de ne pas s'impliquer dans sa gestion. La force de Bergstresser réside dans ses talents d'intervieweur. Jones fait un jour remarquer qu'il pourrait faire parler un Indien en bois (en) et lui faire dire la vérité.
En novembre 1883, la société commence à publier un résumé de deux pages de l'actualité financière du jour, intitulé Customers' Afternoon Letter, qui atteint rapidement un tirage de plus de 1 000 abonnés et est considéré comme une source d'information importante pour les investisseurs. Il intègre l'indice boursier Dow Jones, comprenant neuf valeurs de chemins de fer, une ligne de bateaux à vapeur et la Western Union.
Parallèlement à son travail dans l'édition, Dow s'associe également en 1885 avec la maison de courtage Goodbody (en), Glynn and Dow de la Bourse de New York, où il reste jusqu'à sa dissolution six ans plus tard. Son associé, Robert Goodbody, est un citoyen irlandais et donc à l'époque inéligible pour détenir un siège. En 1891, les deux hommes se séparent. Robert crée sa propre société appelée Robert Goodbody & Co, qui deviendra la cinquième plus grande société de courtage aux États-Unis, avant d'être rachetée par Merrill Lynch en 1971.

## Naissance duWall Street Journal

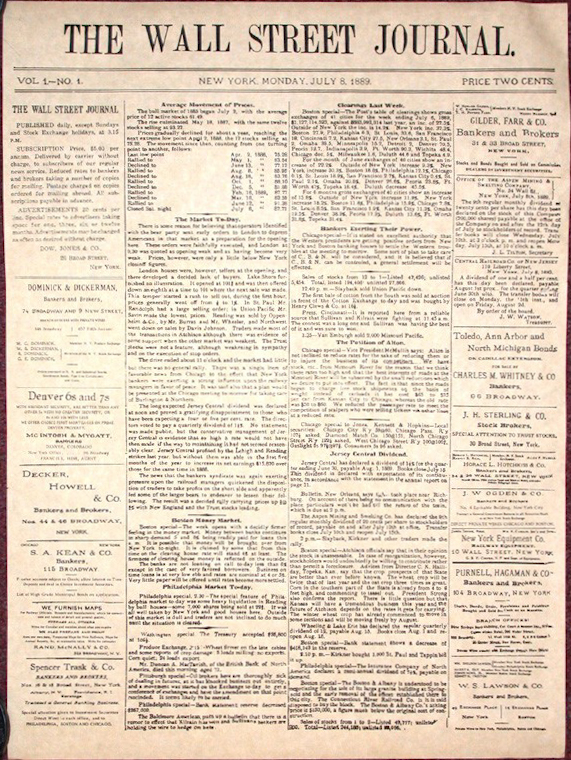
Première édition du Wall Street Journal du 8 juillet 1889.

En 1889, la société compte 50 employés. Les associés comprennent que le moment est venu de transformer leur résumé d'actualité de deux pages en un véritable journal. Le premier numéro du Wall Street Journal parait le 8 juillet 1889. Il coûte deux cents par numéro ou cinq dollars pour un abonnement d'un an. Dow en est le rédacteur en chef et Jones s'occupe du travail de bureau. Le journal donne à ses lecteurs une déclaration de principe : « Son objectif est de donner de manière complète et juste les nouvelles quotidiennes concernant les fluctuations de prix des actions, des obligations, et de certaines catégories de marchandises. Il s'efforce constamment d'être un journal d'informations et non un journal d'opinions. » La devise du journal est « La vérité dans son bon usage ». Ses rédacteurs promettent de publier un journal qui ne peut pas être contrôlé par les annonceurs. Le journal a une ligne privée vers Boston et des connexions télégraphiques vers Washington, Philadelphie et Chicago. Il a également des correspondants dans plusieurs villes, dont Londres.
Dow met souvent en garde ses journalistes face à l'échange d'articles biaisés contre des conseils boursiers ou des actions gratuites. En croisade pour l'honnêteté dans les rapports financiers, Dow publie les noms des entreprises qui hésitent à donner des informations sur leurs profits et leurs pertes. Peu de temps après, le journal gagne en puissance et en respect auprès du public lecteur. Vermont C. Royster (en), un des rédacteurs en chef du Wall Street Journal, déclare que Dow a toujours pensé que les informations commerciales ne sont pas « le domaine privé des courtiers et des magnats ».
En 1898, le Wall Street Journal publie sa première édition matinale. Le journal ne traite plus seulement de l'actualité financière mais également de la guerre, dont il rend compte sans rhétorique, contrairement à de nombreux autres journaux. Dow ajoute également une rubrique éditoriale intitulée Review and Outlook et Answers to Inquirers, dans laquelle les lecteurs envoient des questions d'investissement auxquelles il faut répondre. Edward Jones prend sa retraite en 1899, mais Dow et Bergstresser continuent de travailler. Dow écrit toujours des éditoriaux, se concentrant désormais sur la place que le gouvernement occupe dans les affaires américaines. Le Wall Street Journal établit un précédent en matière de reportages lors de l'élection présidentielle américaine de 1900 en soutenant un candidat politique, le président sortant William McKinley.

## Dow Jones Averages
L'indice des cours boursiers est créé le 3 juillet 1884 par Charles Dow dans le cadre de la Customer's Afternoon Letter. À sa création, il comprend 11 valeurs : 9 sociétés ferroviaires et 2 sociétés non ferroviaires, Pacific Mail Steamship et Western Union Telegraph. Le 23 septembre 1889, l'indice 20 Active Stock est introduit. Il comprend 18 sociétés ferroviaires et 2 sociétés non ferroviaires.
Dans les années 1890, Dow voit que la récession touche à sa fin. En 1893, de nombreuses fusions ont lieu, ce qui donne naissance à de grandes entreprises. Ces sociétés cherchent des marchés pour leurs actions. Le marché extrêmement spéculatif signifie que les investisseurs ont besoin d'informations sur l'activité boursière. Dow saisit cette occasion pour créer le Dow Jones Industrial Average (DJIA) en 1896. En suivant les cours de clôture des actions de douze sociétés, en additionnant leurs cours et en divisant par douze, Dow obtient sa moyenne dont la première de ce type apparait dans le Wall Street Journal le 26 mai 1896. Aujourd'hui, le DJIA reste l'un des indices boursiers les plus anciens et les plus populaires au monde.
Le 25 octobre 1896, Dow remplace les 2 actions non ferroviaires de l'indice 20 Active Stock par 2 actions ferroviaires et l'indice devient le Dow Jones Railroad Average (DJRA) qui reste une moyenne ferroviaire de 20 actions jusqu'au 2 janvier 1970, date à laquelle la moyenne est changée en Dow Jones Transportation Average (en) (DJTA) : 9 actions ferroviaires sont remplacées par 9 actions de compagnies aériennes et de camionnage.

## Théorie des mouvements du prix des actions
En 1899, Dow commence à écrire une chronique éditoriale dans son journal afin d'informer le grand public jusqu'à sa mort en 1902. La chronique traite principalement des activités boursières et des questions économiques. C'est dans cette chronique qu'il présente souvent ses idées sur les mouvements du prix des actions, qui sont le fondement de ce qui sera appelé plus tard la théorie de Dow. Malheureusement, ses écrits éditoriaux complets ne sont pas accessibles au grand public. Cependant, la plupart de ses écrits peuvent être trouvés dans les livres suivants :
1. Samuel Armstrong Nelson, The ABC of stock speculation 'The A B C of Stock Speculation', 1902
2. George W. Bishop, Charles H. Dow and The Dow Theory, 1960
3. Laura Sether ed., Dow Theory Unplugged: Charles Dow's Original Editorials & Their Relevance Today, 2009

L'idée de base de Dow est que le cours des actions est affecté par divers facteurs qui interagissent en même temps, ce qui conduit à des modèles distincts de mouvement du cours des actions. La première étape consiste à établir à partir des données passées la relation entre ces modèles et chaque facteur important. Ensuite, en identifiant les principaux facteurs qui agissent actuellement, il est possible de prédire le mouvement futur probable du cours des actions. L'une des contributions les plus importantes à la pensée boursière est sa théorie des trois mouvements du marché.

## Vie personnelle
À l'âge de 30 ans, après avoir déménagé à New York l'année précédente pour accepter une offre d'emploi, Dow épouse sa femme Lucy, qui a une fille d'un précédent mariage. Le couple n'a pas d'enfants.

## Mort
En 1902, Dow commence à avoir des problèmes de santé et Bergstresser veut prendre sa retraite. Les deux vendent leurs parts de la société à Clarence W. Barron (en), leur correspondant à Boston. Dow écrit son dernier éditorial en avril 1902. Environ huit mois plus tard, le 4 décembre 1902, il meurt à son domicile du 161 Lefferts Place à Brooklyn à l'âge de 51 ans après une crise cardiaque. Il est enterré au North Burial Ground à Providence.

## External links
- Dow Jones History
- Dow Jones Indexes home page
- Dow Jones Averages historical, research and trivia page
- American National Biography
- The Motley Fool

- Notices d'autorité :   - VIAF
  - ISNI
  - BnF (données)
  - IdRef
  - LCCN
  - GND
  - Pays-Bas
  - Corée du Sud
  - WorldCat